# 狮子桥 (遵义)
狮子桥是一座位于贵州省遵义市中部的桥梁，在丁字口以南500米，横跨于湘江之上。始建于洪武元年（公元1368年），初名通远桥。清嘉庆年间冲毁，相传为一无后富商出资重建，改名嗣子桥。由于桥栏上雕有石狮，故而人们就以谐音“狮子桥”名之。1916年夏遵义发生特大洪水，狮子桥再度被毁。秋季由地方士绅出资重建，选钓鱼台山上的青石为材料，次年春完工，名“集义桥”、云贵总督唐继尧剪彩，但狮子桥的俗称被民众继承了下来。
狮子桥为五孔青石拱桥，长52米，宽7米，高12米。中孔上书“集义桥”，第二孔书“安澜”，第四孔书“顺轨”。每孔拱顶挂1.3米铁制“斩龙剑”。桥两头原有碑亭、古寺。该桥本为川黔公路必经之道，1984年在下游几十米修成万里桥后，交通功能转移。1984年政府重修，增添石柱60根、桥栏48块。恢复了石狮、罗汉和各类石刻。现为遵义市级文物保护单位。

## 图集

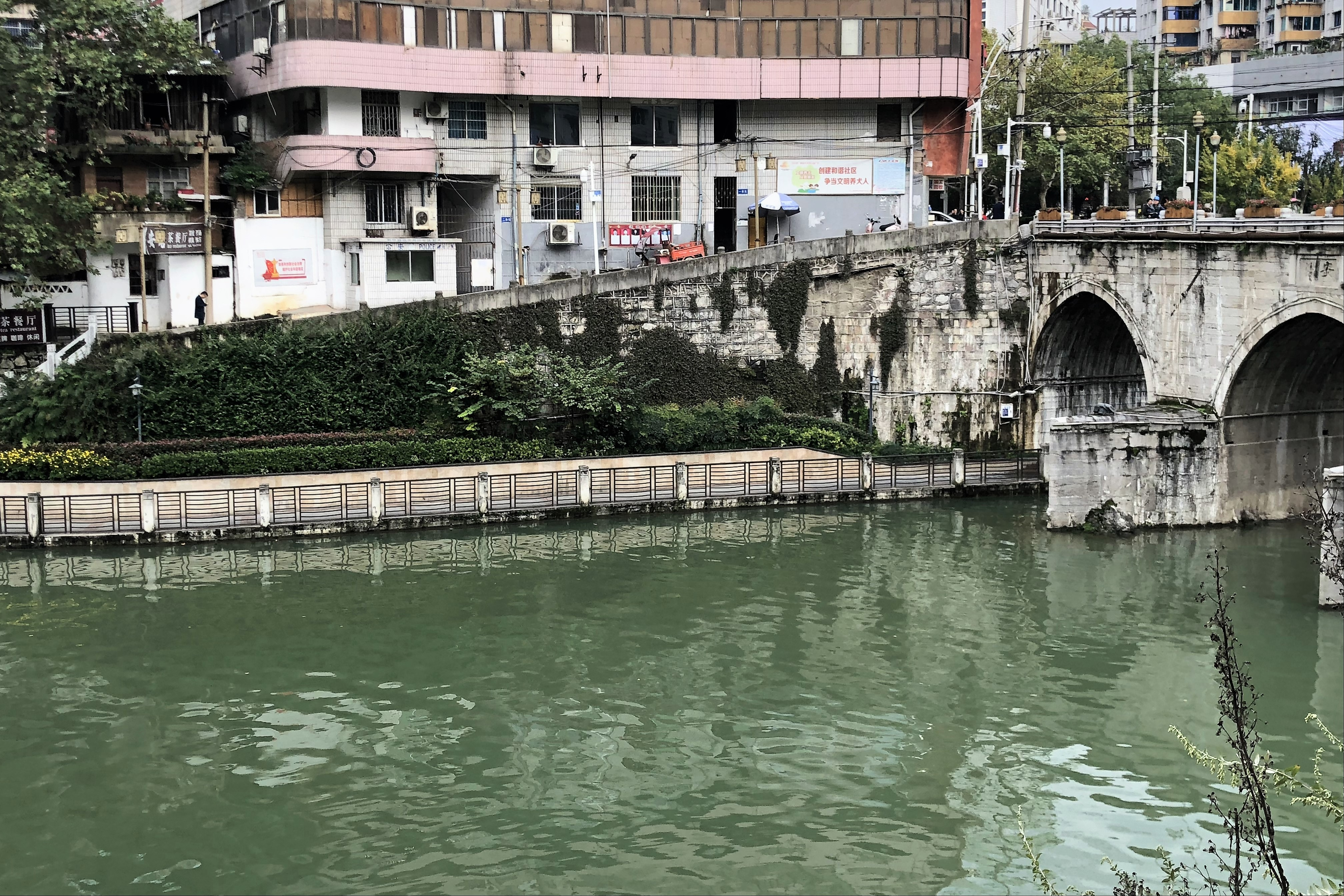
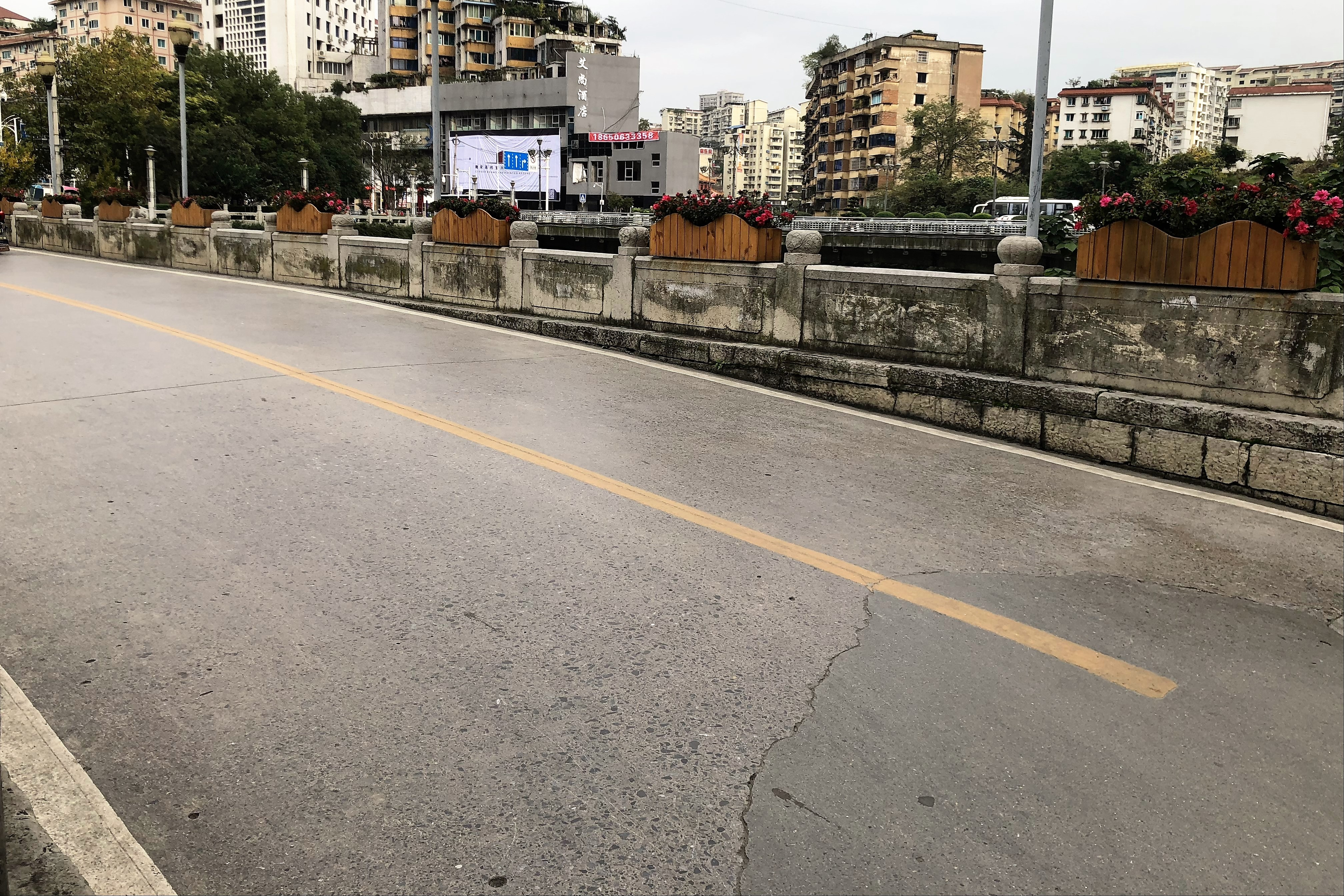
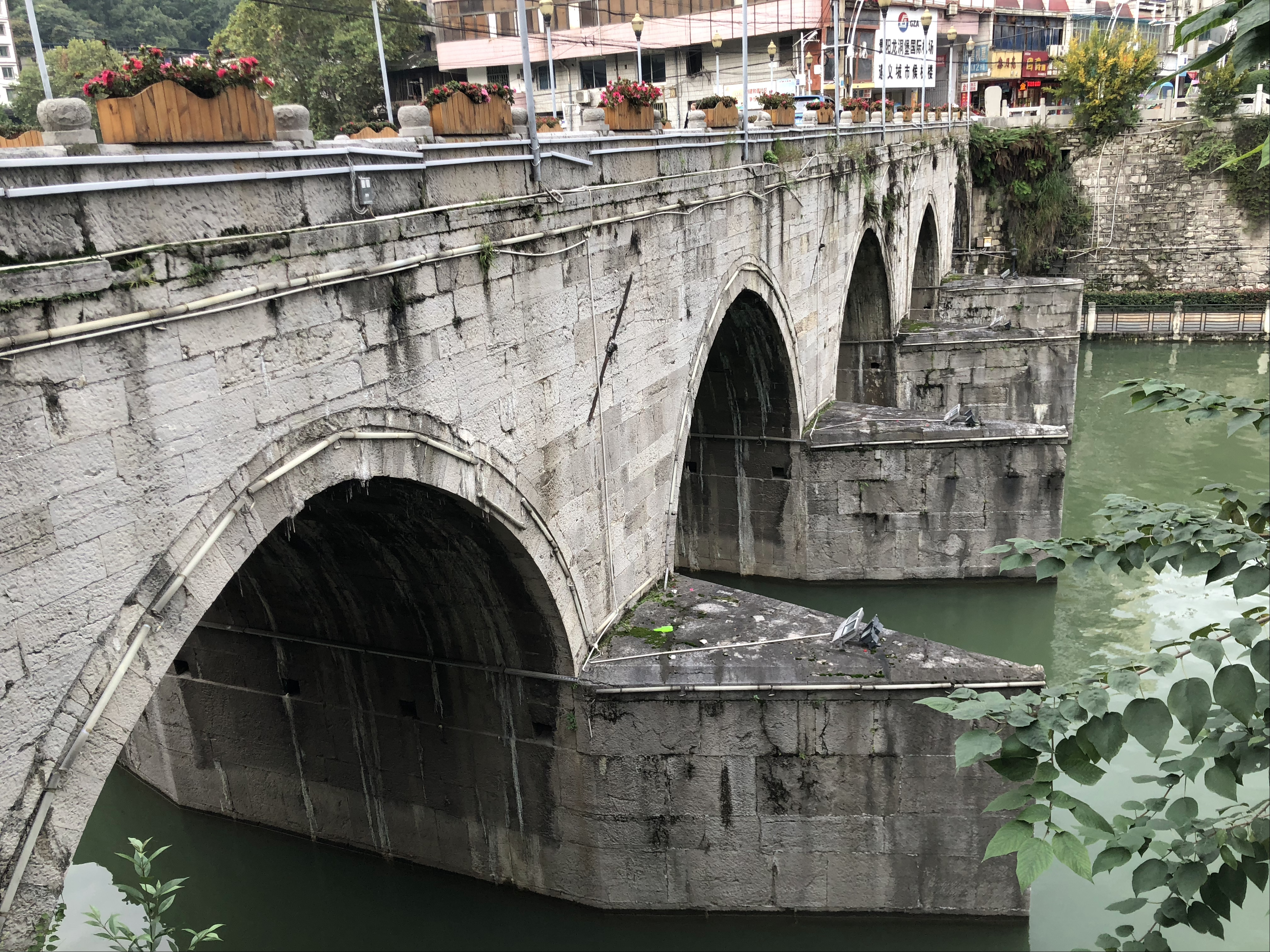
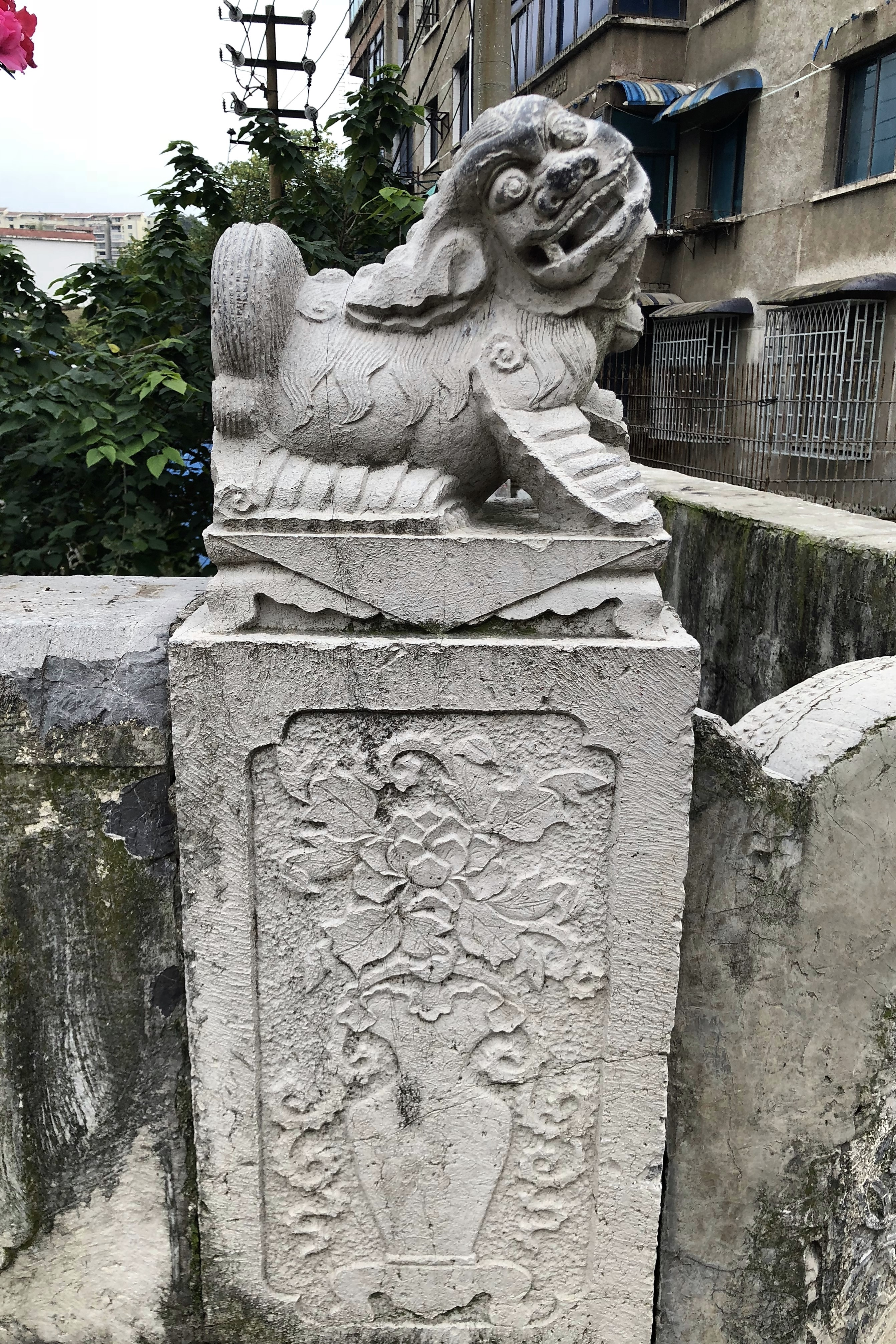
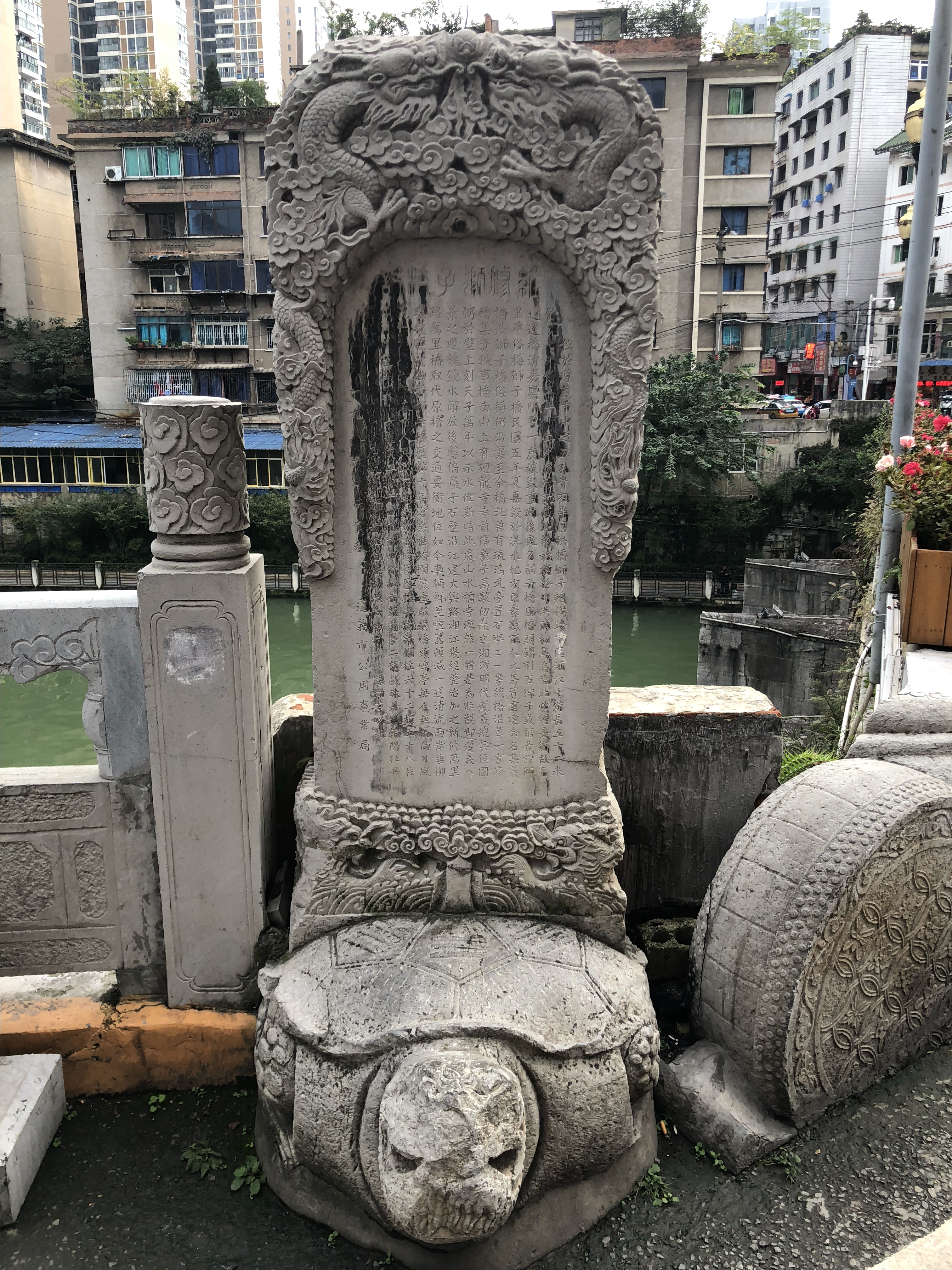
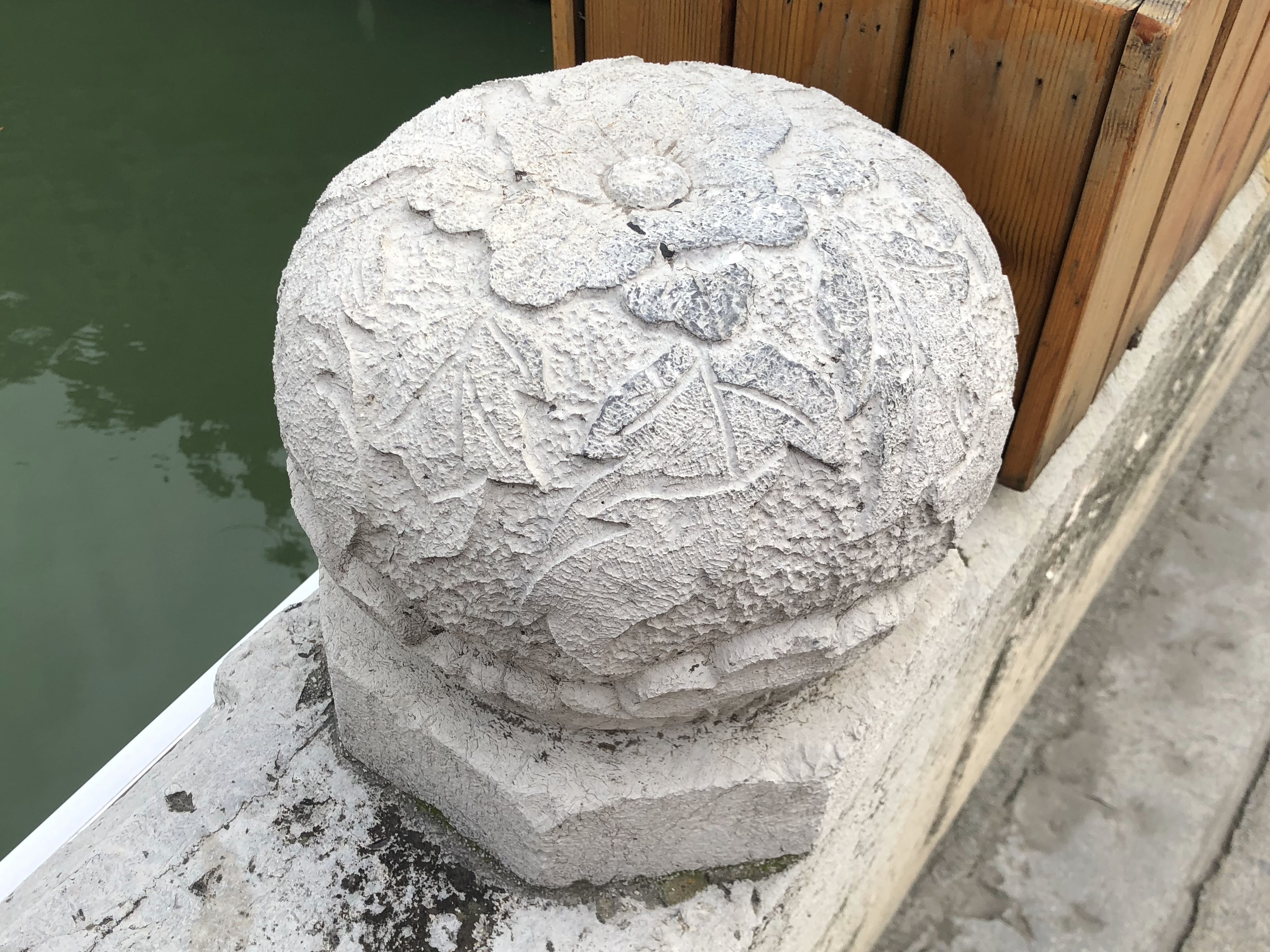
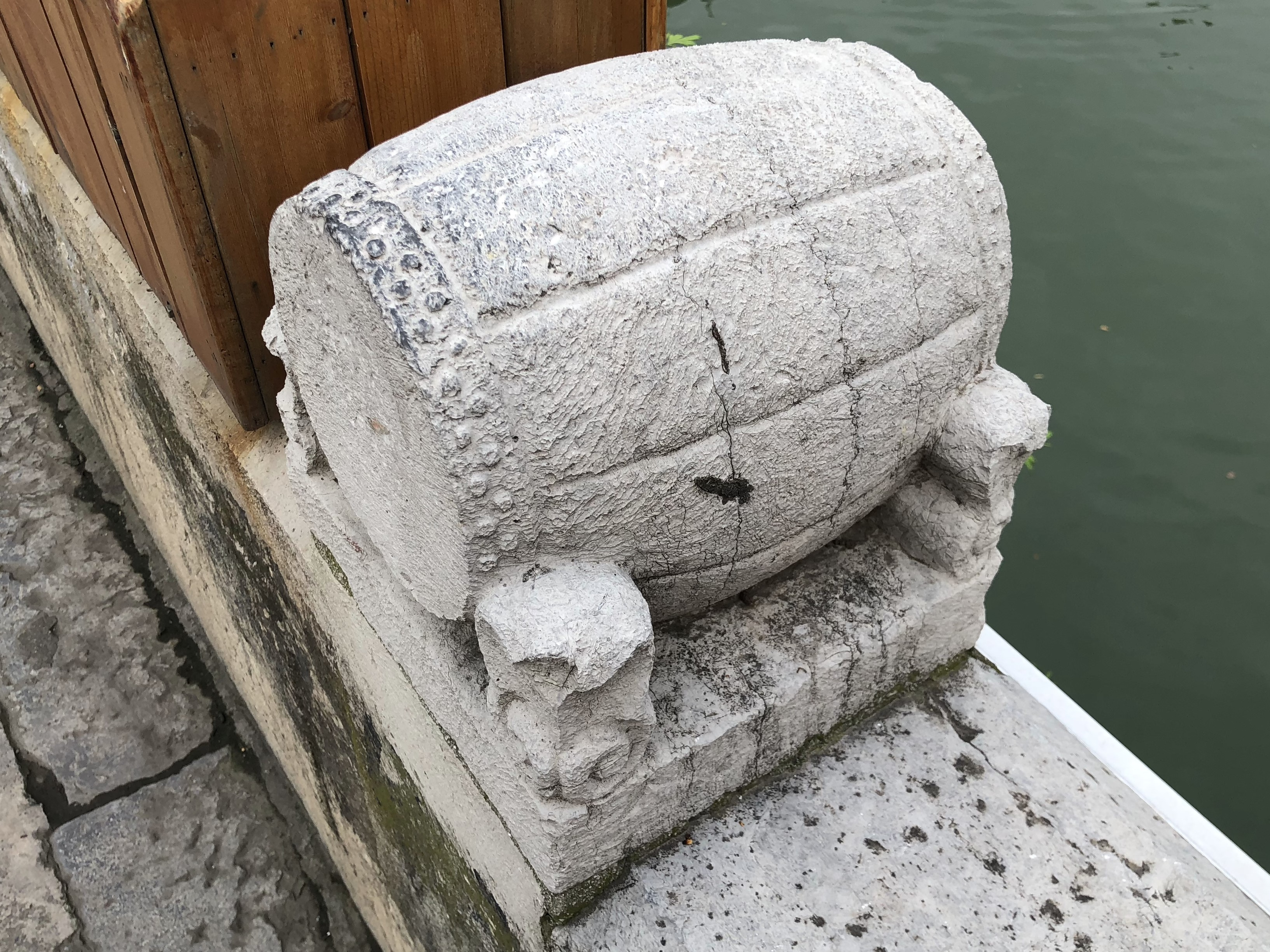